# Умберто Барбоза Тоцці
Умберто Барбоза Тоцці (порт. Humberto Barbosa Tozzi, 4 лютого 1934, Сан-Жуан-Де-Меріті — 17 квітня 1980, Ріо-де-Жанейро) — бразильський футболіст, що грав на позиції нападника, зокрема, за клуби «Палмейрас» та «Лаціо», а також національну збірну Бразилії.
Володар Кубка Італії. 

## Клубна кар'єра
У футболі дебютував 1950 року виступами за команду «Сан-Крістован», в якій провів три сезони. 
Своєю грою за цю команду привернув увагу представників тренерського штабу клубу «Палмейрас», до складу якого приєднався 1953 року. Відіграв за команду із Сан-Паулу наступні три сезони своєї ігрової кар'єри.
1956 року уклав контракт з клубом «Лаціо», у складі якого провів наступні чотири роки своєї кар'єри гравця.  Більшість часу, проведеного у складі «Лаціо», був основним гравцем атакувальної ланки команди. У складі «Лаціо» був одним з головних бомбардирів команди, маючи середню результативність на рівні 0,35 голу за гру першості. За цей час виборов титул володаря Кубка Італії.
Згодом з 1960 по 1965 рік грав у складі команд «Палмейрас», «Флуміненсе» та «Португеза Деспортос».
Завершив ігрову кар'єру у команді «Оларія», за яку виступав протягом 1966—1967 років.

## Виступи за збірну
1954 року дебютував в офіційних матчах у складі національної збірної Бразилії. Протягом кар'єри у національній команді провів у її формі 11 матчів, забивши 1 гол.
У складі збірної був учасником  футбольного турніру на Олімпійських іграх 1952 року у Гельсінкі.
У складі збірної був учасником чемпіонату світу 1954 року у Швейцарії, де зіграв в чвертьфіналі з Угорщиною (2-4).
Помер 17 квітня 1980 року на 47-му році життя у місті Ріо-де-Жанейро.

## Статистика виступів

### Статистика клубних виступів
| Сезон                           | Команда                         | Чемпіонат                       | Чемпіонат | Чемпіонат | Національний кубок | Національний кубок | Національний кубок | Континентальні кубки | Континентальні кубки | Континентальні кубки | Інші змагання | Інші змагання | Інші змагання | Усього | Усього |
| Сезон                           | Команда                         | Ліга                            | Ігор      | Голів     | Ліга               | Ігор               | Голів              | Ліга                 | Ігор                 | Голів                | Ліга          | Ігор          | Голів         | Ігор   | Голів  |
| ------------------------------- | ------------------------------- | ------------------------------- | --------- | --------- | ------------------ | ------------------ | ------------------ | -------------------- | -------------------- | -------------------- | ------------- | ------------- | ------------- | ------ | ------ |
| 1950                            | «Сан-Крістован»                 | Каріока                         | ?         | ?         | -                  | -                  | -                  | -                    | -                    | -                    | -             | -             | -             | ?      | ?      |
| 1951                            | «Сан-Крістован»                 | Каріока                         | ?         | ?         | -                  | -                  | -                  | -                    | -                    | -                    | -             | -             | -             | ?      | ?      |
| 1952                            | «Сан-Крістован»                 | Каріока                         | ?         | ?         | -                  | -                  | -                  | -                    | -                    | -                    | -             | -             | -             | ?      | ?      |
| 1953                            | «Сан-Крістован»                 | Каріока                         | ?         | ?         | -                  | -                  | -                  | -                    | -                    | -                    | -             | -             | -             | ?      | ?      |
| Усього за «Сан-Крістован»       | Усього за «Сан-Крістован»       | Усього за «Сан-Крістован»       | ?         | ?         |                    | -                  | -                  |                      | -                    | -                    |               | -             | -             | ?      | ?      |
| 1953                            | «Палмейрас»                     | Пауліста                        | ?         | 22        | -                  | -                  | -                  | -                    | -                    | -                    | -             | -             | -             | ?      | 22     |
| 1954                            | «Палмейрас»                     | Пауліста                        | ?         | 36        | -                  | -                  | -                  | -                    | -                    | -                    | -             | -             | -             | ?      | 36     |
| 1955                            | «Палмейрас»                     | Пауліста                        | ?         | ?         | -                  | -                  | -                  | -                    | -                    | -                    | -             | -             | -             | ?      | ?      |
| 1956                            | «Палмейрас»                     | Пауліста                        | ?         | ?         | -                  | -                  | -                  | -                    | -                    | -                    | -             | -             | -             | ?      | ?      |
| Усього за «Палмейрас»           | Усього за «Палмейрас»           | Усього за «Палмейрас»           | 135       | 126       |                    | -                  | -                  |                      | -                    | -                    |               | -             | -             | 135    | 126    |
| 1956—57                         | «Лаціо»                         | Серія A                         | 19        | 9         | -                  | -                  | -                  | -                    | -                    | -                    | -             | -             | -             | 19     | 9      |
| 1957—58                         | «Лаціо»                         | Серія A                         | 25        | 7         | -                  | -                  | -                  | -                    | -                    | -                    | -             | -             | -             | 25     | 7      |
| 1958—59                         | «Лаціо»                         | Серія A                         | 33        | 14        | КІ+КІ              | 9+1                | 11+2               | -                    | -                    | -                    | -             | -             | -             | 43     | 27     |
| 1959—60                         | «Лаціо»                         | Серія A                         | 15        | 2         | КІ                 | 1                  | 0                  | -                    | -                    | -                    | -             | -             | -             | 15     | 2      |
| Усього за «Лаціо»               | Усього за «Лаціо»               | Усього за «Лаціо»               | 92        | 32        |                    | 11                 | 13                 |                      | -                    | -                    |               | -             | -             | 103    | 45     |
| 1960                            | «Палмейрас»                     | Пауліста                        | ?         | ?         | -                  | -                  | -                  | -                    | -                    | -                    | -             | -             | -             | ?      | ?      |
| 1961                            | «Палмейрас»                     | Пауліста                        | ?         | ?         | -                  | -                  | -                  | КЛ                   | 3                    | 1                    | -             | -             | -             | 3+     | 1+     |
| Усього за «Палмейрас»           | Усього за «Палмейрас»           | Усього за «Палмейрас»           | ?         | ?         |                    | -                  | -                  |                      | 3                    | 1                    |               | -             | -             | 138    | 127    |
| 1962                            | «Флуміненсе»                    | Баїяно                          | 8         | 3         | -                  | -                  | -                  | -                    | -                    | -                    | -             | -             | -             | 8      | 3      |
| 1963                            | «Португеза Деспортос»           | Пауліста                        | ?         | ?         | -                  | -                  | -                  | -                    | -                    | -                    | -             | -             | -             | ?      | ?      |
| 1964                            | «Португеза Деспортос»           | Пауліста                        | ?         | ?         | -                  | -                  | -                  | -                    | -                    | -                    | -             | -             | -             | ?      | ?      |
| 1965                            | «Португеза Деспортос»           | Пауліста                        | ?         | ?         | -                  | -                  | -                  | -                    | -                    | -                    | -             | -             | -             | ?      | ?      |
| Усього за «Португезу Деспортос» | Усього за «Португезу Деспортос» | Усього за «Португезу Деспортос» | ?         | ?         |                    | -                  | -                  |                      | -                    | -                    |               | -             | -             | ?      | ?      |
| 1966                            | «Оларія»                        | Каріока                         | ?         | ?         | -                  | -                  | -                  | -                    | -                    | -                    | -             | -             | -             | ?      | ?      |
| 1967                            | «Оларія»                        | Каріока                         | ?         | ?         | -                  | -                  | -                  | -                    | -                    | -                    | -             | -             | -             | ?      | ?      |
| Усього за «Оларію»              | Усього за «Оларію»              | Усього за «Оларію»              | ?         | ?         |                    | -                  | -                  |                      | -                    | -                    |               | -             | -             | ?      | ?      |
| Усього за кар'єру               | Усього за кар'єру               | Усього за кар'єру               | 235+      | 161+      |                    | 11                 | 13                 |                      | 3                    | 1                    |               | -             | -             | 250+   | 175+   |

## Титули і досягнення

### Командні
- Володар Кубка Італії (1):

«Лаціо»: 1958
- Переможець Чаши Бразилії (1):

«Палмейрас»: 1960

### Особисті
- Найкращий бомбардир Ліги Пауліста (2):

1953 (22)
1954 (36)
- Найкращий бомбардир Кубка Італії (1):

1958 (11)